# Джазовий човен
Джазовий човен (англ. Jazz Boat) — британський комедійний мюзікл 1960 року, режисера Кена Г'юза. В головних ролях Ентоні Ньюлі, Енн Обрі, Лайонел Джеффріс, а також Тед Гіт і його біг-бенд.

## Сюжет
Електрик Берт Гарріс (Ентоні Ньюлі) розповідає всім, що він успішний грабіжник, видаючи свої фантазії за дійсне. В результаті він стикається зі справжніми грабіжниками, яким потрібні вміння Берта для великого пограбування ювелірного магазину. Берт продовжує «співати й танцювати», підтримуючи свій вигаданий образ грабіжника, але врешті виявляє, що вже пізно відступати.

## Актори
- Ентоні Ньюлі — Берт Гарріс
- Енн Обрі — Лялечка
- Берні Вінтерс — Джинкс
- Джеймс Бут — Спайдер Келлі
- Лео МакКерн — Інспектор
- Лайонел Джеффріс — Сержант Томпсон
- Девід Лодж — Святий Майк
- Аль Малок -Танцюрист
- Джойс Блер -Рене
- Жан Філіп — Жан
- Лайам Гаффні — батько Спайдера
- Генрі Вебб — бармен
- Тед Гіт — грає самого себе
- Френк Вільямс — людина, у якої збивають на ринку капелюха

## Критика
У TV Guide писали: «Імітуючи американськи фільми про гангстерів, цей простий фільм також пропонує унікальний погляд на британську субкультуру тедді-бой… у фільмі є деякі кумедні ситуації, хоча жодна з них особливо не закарбовується у пам'яті». А Леонард Малтін назвав стрічку «енергійним каперсом».